# Štadión Dolná Ždaňa
Štadión Dolná Ždaňa – stadion piłkarski w Dolnej Ždanie, na Słowacji. Obiekt może pomieścić 1200 widzów, z czego 700 miejsc jest siedzących (500 pod dachem).
Do 2012 roku gospodarzem obiektu byli piłkarze klubu TJ Sokol Dolná Ždaňa. W 2012 roku zespół ten połączył się z FK Žiar nad Hronom, tworząc nowy klub FK Pohronie, który swoje spotkania rozgrywał na stadionie w Dolnej Ždanie. Od 2013 roku FK Pohronie występował w II lidze. W 2017 roku klub przeniósł się na zmodernizowany stadion w Żarze nad Hronem.